# Jango (sitio web)
Jango es un sitio web que ofrece el servicio de radio por internet y también funciona como red social; fue fundada por Daniel Kaufman, líder ejecutivo y cofundador del ahora desaparecido Direct Revenue. Su servicio principal es la transmisión continua de radio personalizada.
Jango proporciona un sistema de recomendaciones musicales con la que el usuario descubre artistas similares a los que busca, a través de las calificaciones de otros usuarios. El contenido es proporcionado por Panther Express network. Hasta el 2008 Jango tenía un millón de usuarios que habí an creado 3 millones de emisoras.

## Características
- Emisoras personalizables
- Recomendaciones de artistas similares, basadas en las calificaciones que dan los usuarios.
- Biografías de las bandas y artistas.
- Servicio de mensajería.
- Reproductores para colocar en sitios web.
- No es posible repetir una pista de audio, ni buscar un punto específico dentro de la pista en reproducción.
- Algunos artistas tienen poco repertorio dentro de la emisora
- Anuncios a través de banner
- Es imposible, por ahora, eliminar su cuenta de usuario, la única manera posible es escribiendo un correo a los administradores.